# Thượng tướng Nhảy dù
Thượng tướng Nhảy dù (tiếng Đức: General der Fallschirmtruppe) là một cấp bậc tướng lĩnh trong không quân Đức Quốc xã. Cấp bậc này được xếp vào nhóm cấp bậc Thượng tướng binh chủng (General der Truppengattung), trên cấp bậc Trung tướng (Generalleutnant) và dưới cấp Đại tướng (Generaloberst).
Sau sự sụp đổ của Đức Quốc xã, cấp bậc này bị bãi bỏ.

## Danh sách Thượng tướng Nhảy dù Đức Quốc xã
|   | Tên                     | Năm sinh | Năm mất |
| - | ----------------------- | -------- | ------- |
| 1 | Bruno Bräuer            | 1893     | 1947    |
| 2 | Paul Conrath            | 1896     | 1979    |
| 3 | Richard Heidrich        | 1896     | 1947    |
| 4 | Eugen Meindl            | 1892     | 1951    |
| 5 | Hermann-Bernhard Ramcke | 1889     | 1968    |
| 6 | Alfred Schlemm          | 1894     | 1986    |
| 7 | Kurt Student            | 1890     | 1978    |